# Orgasmo nero
Orgasmo nero és una pel·lícula eròtica italiana de 1980 escrita i dirigida per Joe D'Amato.

## Argument
A la petita illa de la Hispaniola, perduda al mar Carib, Paul, un etnòleg que estudia els costums d'una tribu, dedica la major part del seu temps a la seva labor professional en detriment de la seva esposa Hélène, que se sent abandonada. Frustrada, Hélène coneix una dona nativa que viu a l'illa, Haini. El seu encant no la deixa indiferent i Hélène s'hi sent immediatament atreta. Això no obstant, Haini tendeix a pervertir tothom qui l'envolta i revela el seu costat violent a través de cerimònies vudú.